# Криптомелан
Криптомелан — мінерал, оксид калію і марганцю ланцюжкової будови.

## Етимологія та історія
Мінерал вперше був відомий у 1942 році лише як компонент псиломелану. Надалі завдяки детальним дослідженням було виявлено, що псиломелан не є самостійною речовиною, а сумішшю різних оксидів марганцю, включаючи криптомелан. Назву мінералу придумали Воллес E. Річмонд та Майкл Флейшер (США), які вперше описали мінерал. Назва походить від грецьких слів, що означають «прихований» та «чорний».

## Загальний опис
Хімічна формула: KMn8O16.
Містить (%): K2О — 3,1-3,88; MnO — 2,08-3,92; MnO2 — 81,75-87,09; Н2O — 1,83-4,18.
Сингонія тетрагональна.
Густина 4,3.
Твердість 6,5-6,75.
Колір сталево-сірий, голубувато-сірий.
Звичайно прихованокристалічні щільні або пухкі маси, іноді тонковолокнисті, метаколоїдні агрегати.
Поширений мінерал зони окиснення деяких марганцевих родовищ (зокрема й Нікопольського марганцеворудного басейну).